# ヘント市電
ヘント市電（フランス語: Tramway de Gand、オランダ語: Gentse tram）は、ベルギーの都市・ヘント市内に存在する路面電車。1870年代に開通した長い歴史を持つ路線で、2020年現在はフランデレン地域で路線バス、路面電車などの公共交通事業を展開するフランデレン交通公社、通称"ドゥ・レイン"によって運営が行われている。

## 歴史
ヘント市内における最初の軌道交通は1874年から営業運転を開始した馬車鉄道で、それまで市内の交通機関の主力であった乗合馬車を置き換える形で路線網を拡大した。その後、1898年にこの馬車鉄道をより近代的な路面電車へ置き換えるためにヘント電気軌道（フランス語: Tramways Electriques de Gent、オランダ語: Elektrische Tramwegen van Gent ）が設立された。1899年の運行開始当初はヘント市からの要望に基づき、蓄電池を用いた車両の導入が実施されたが、故障の頻発、運用コストの増大など多数の問題を有していた事で、1904年に架線を用いた路面電車への置き換えが実施された。

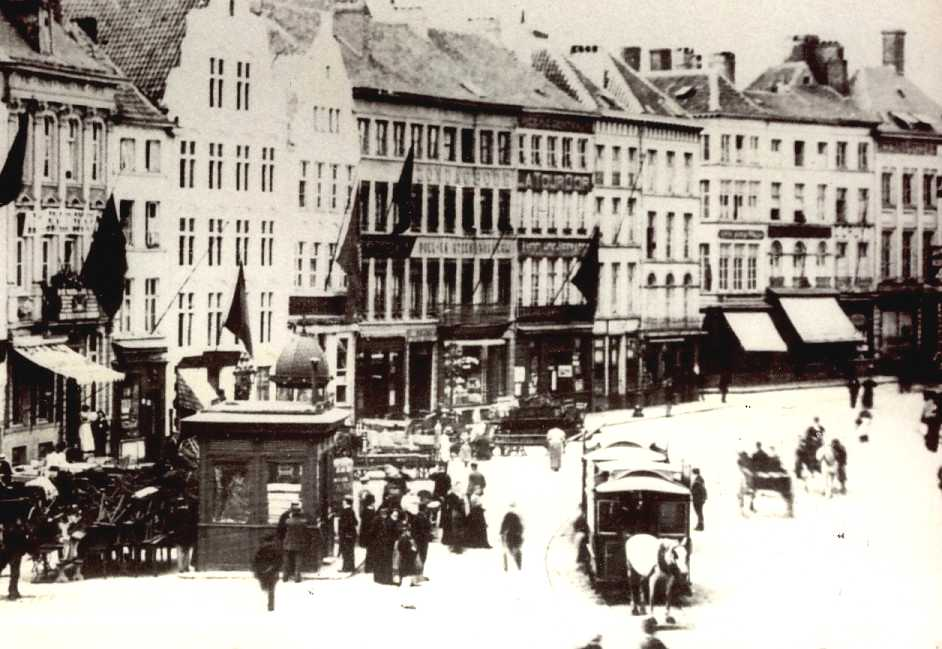
ヘント市内に存在した馬車鉄道

それ以降は路線網の拡大を続け、ヘント万国博覧会が開催された1913年時点で総延長は32 kmを記録していた。第一次世界大戦による中断はあったものの、その後も需要の高さを背景に次々と延伸が行われ、1933年には53 kmにも達した。ただしそれ以降は第二次世界大戦を挟み、1950年代までこの路線網が維持されていた。一方、運営組織であったヘント電気軌道については1954年に民営企業からヘント市の公営企業へと移管し、1961年3月15日以降は公営組織のヘント自治体協会（Maatschappij voor het Intercommunaal te Gent、MIVG）が路面電車を始めとした公共交通の運営を実施した。

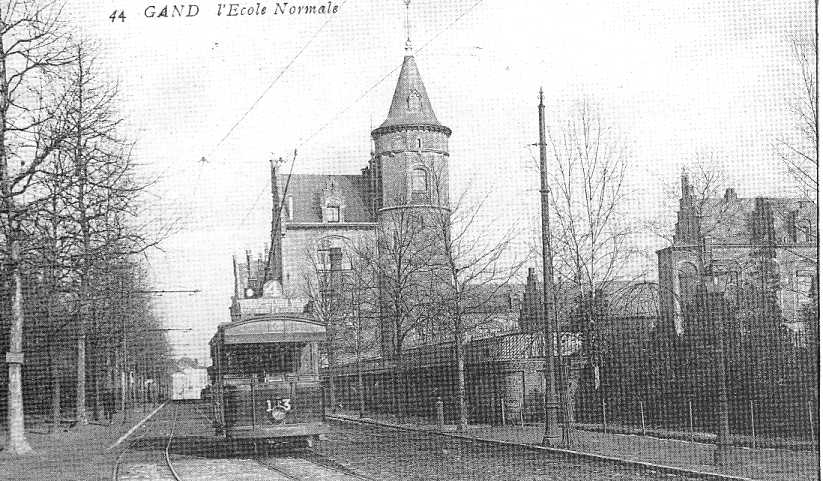
架線電化初期のヘント市電（1900年代前半撮影）
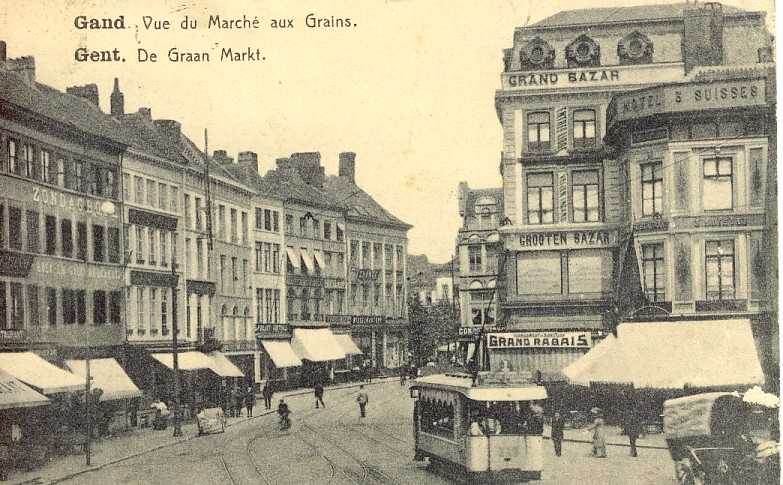
1913年時点のヘント市電
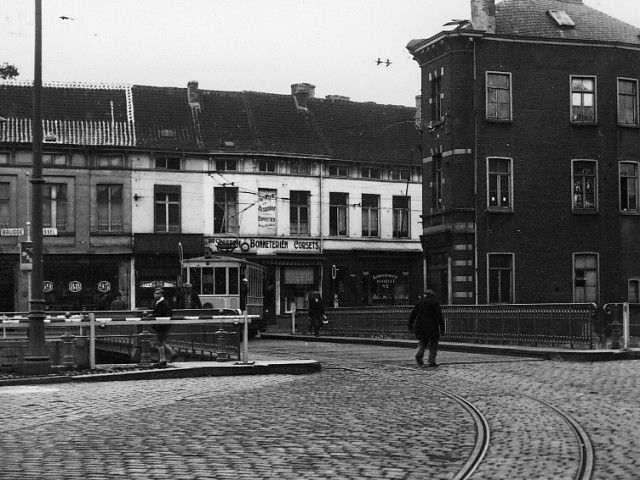
1933年時点のヘント市電

この1960年代当時、ベルギー国内ではモータリーゼーションの進展から路面電車の路線網の縮小が相次ぎ、ヘント市電も1961年の11系統をピークに廃止が相次いでいた。そこでベルギー各地の都市では路面電車の一部を地下に移し、将来的に路面電車から高規格の地下鉄へ移行するプレメトロと呼ばれる計画が進行しており、ヘント市電でも市内中心部の区間を中心に地下へ移行する事が検討されていた。だが、工事の過程での歴史的建造物の破壊や騒音・振動などの被害への懸念から多数の反対意見が寄せられた結果、ヘント市内におけるプレメトロの建設計画は保留を経て1975年に撤回された。それ以降はPCCカーの導入を始めとした路面電車そのものの近代化が積極的に実施された。

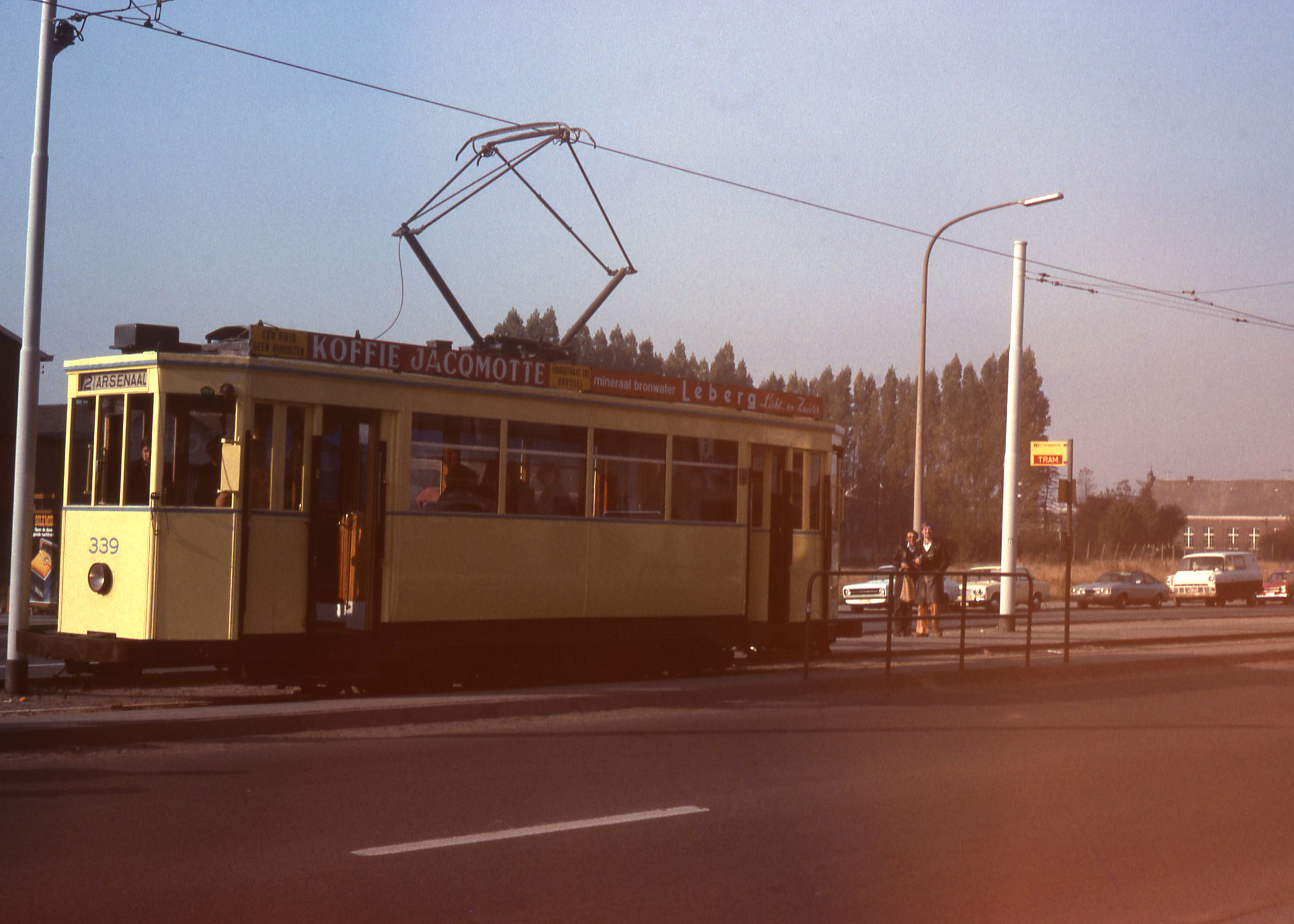
ヘント市電の旧型電車（1978年撮影）
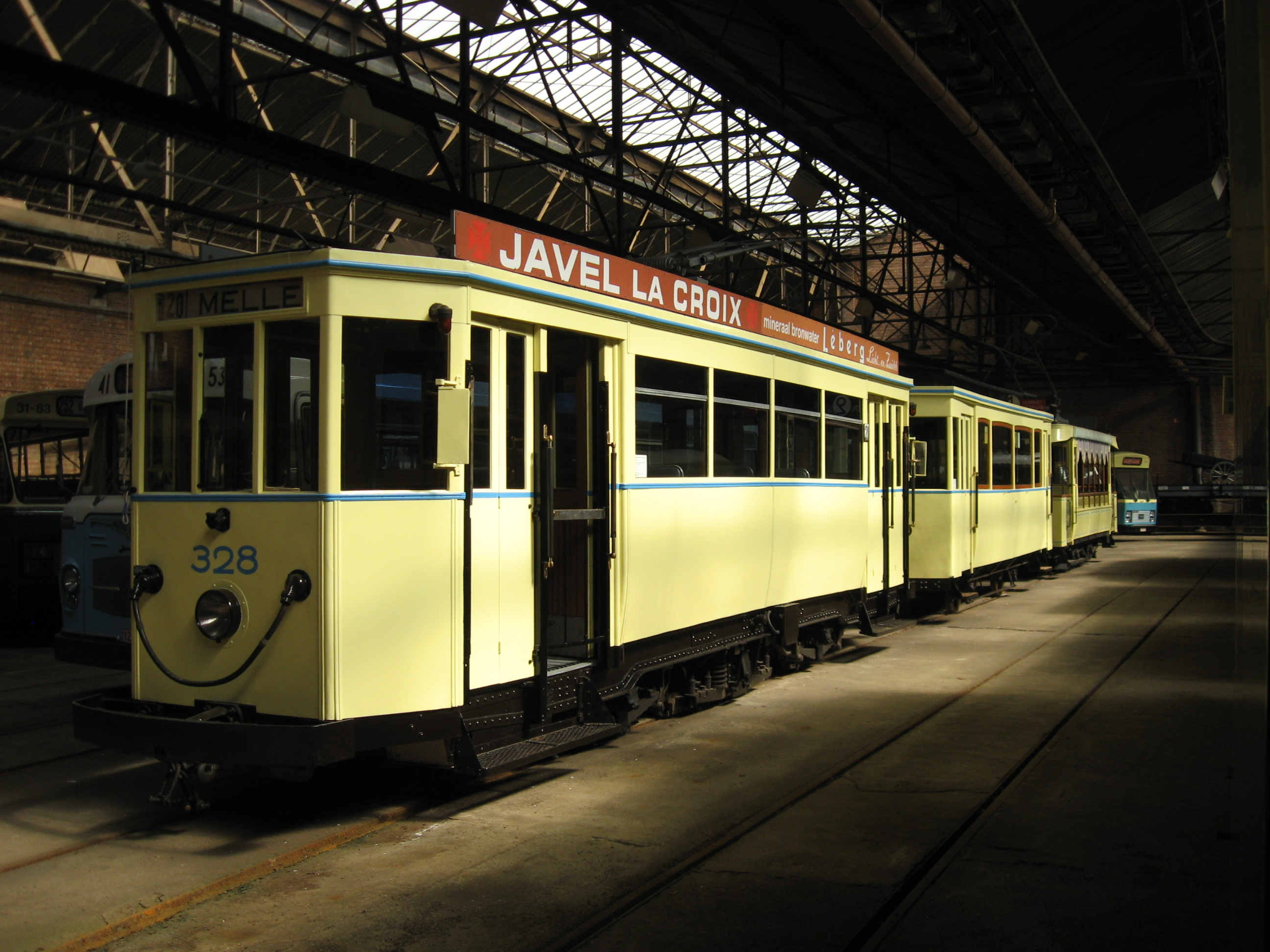
旧型電車の一部は博物館で保存されている（2009年撮影）
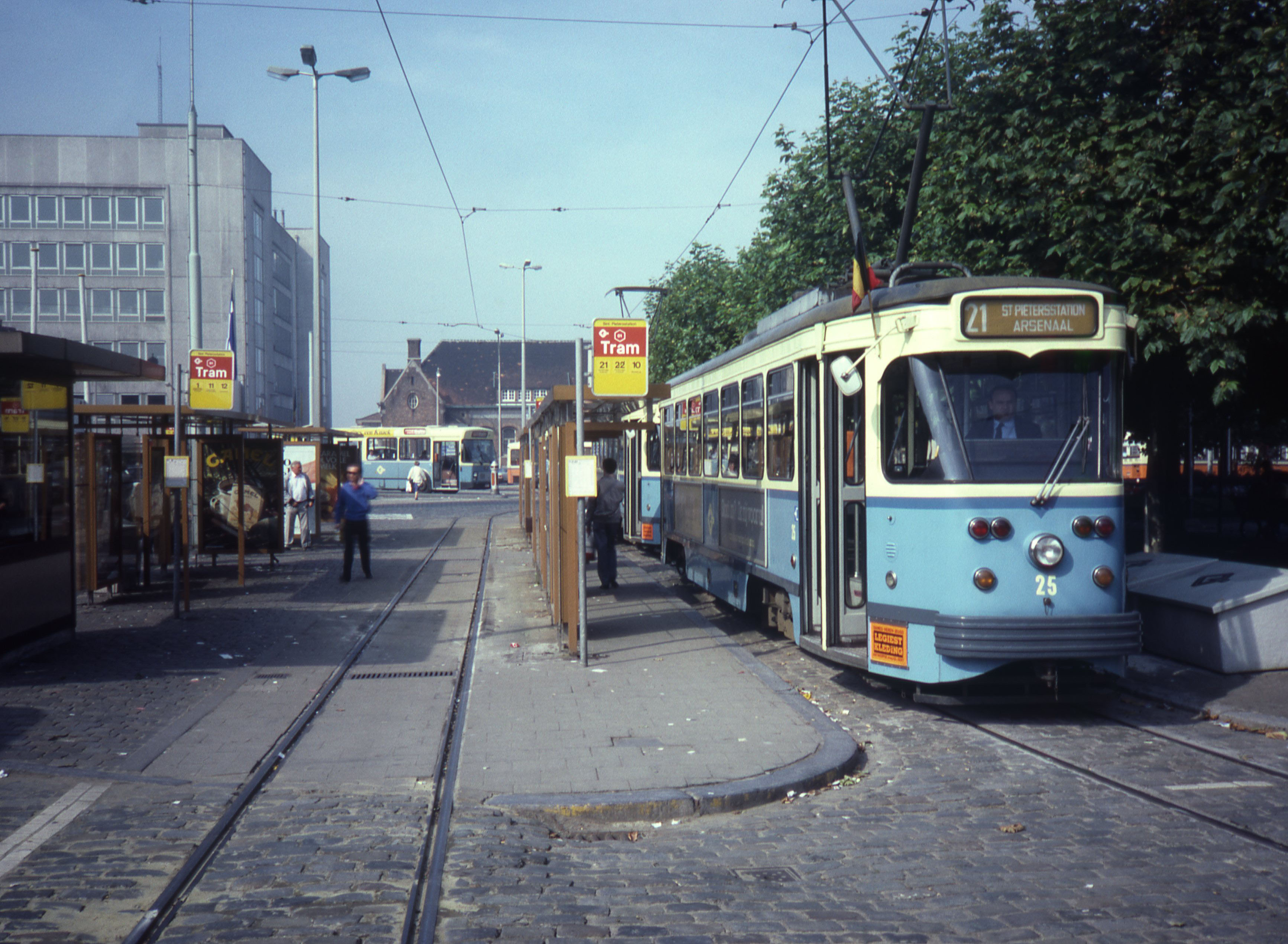
PCCカーはヘント市電の近代化に大きく貢献した（1986年撮影）

その後、ヘントを含めたフランデレン地域の公共交通事業者（ベルギー国鉄を除く）は1988年に実施された制度改革によって各地の市や公営組織からフランデレン政府の管轄下へと移管し、1991年1月1日以降はフランデレン交通公社（Vlaamse Vervoermaatschappij）、通称「ドゥ・レイン」が運営している。ドゥ・レインは新型車両の導入に加え、路線の延伸や更新工事も積極的に実施しており、その中で2000年代以降に行われた主要な路線延伸は以下の通りである。
| 日付       | 区間                                                | 備考                       |
| ---------- | --------------------------------------------------- | -------------------------- |
| 2004年9月  | Sint-Pietersstation - Bedrijvencentrum Maaltecenter |                            |
| 2005年4月  | Bedrijvencentrum Maaltecenter - Gent Flanders Expo  | [ 9 ]                      |
| 2016年3月  | Krijgslaan - Gent UZ                                | 4号線の延伸区間            |
| 2016年10月 | Zwijnaardebrug - Zwijnaarde                         | 21・22（→2）号線の延伸区間 |

## 運用

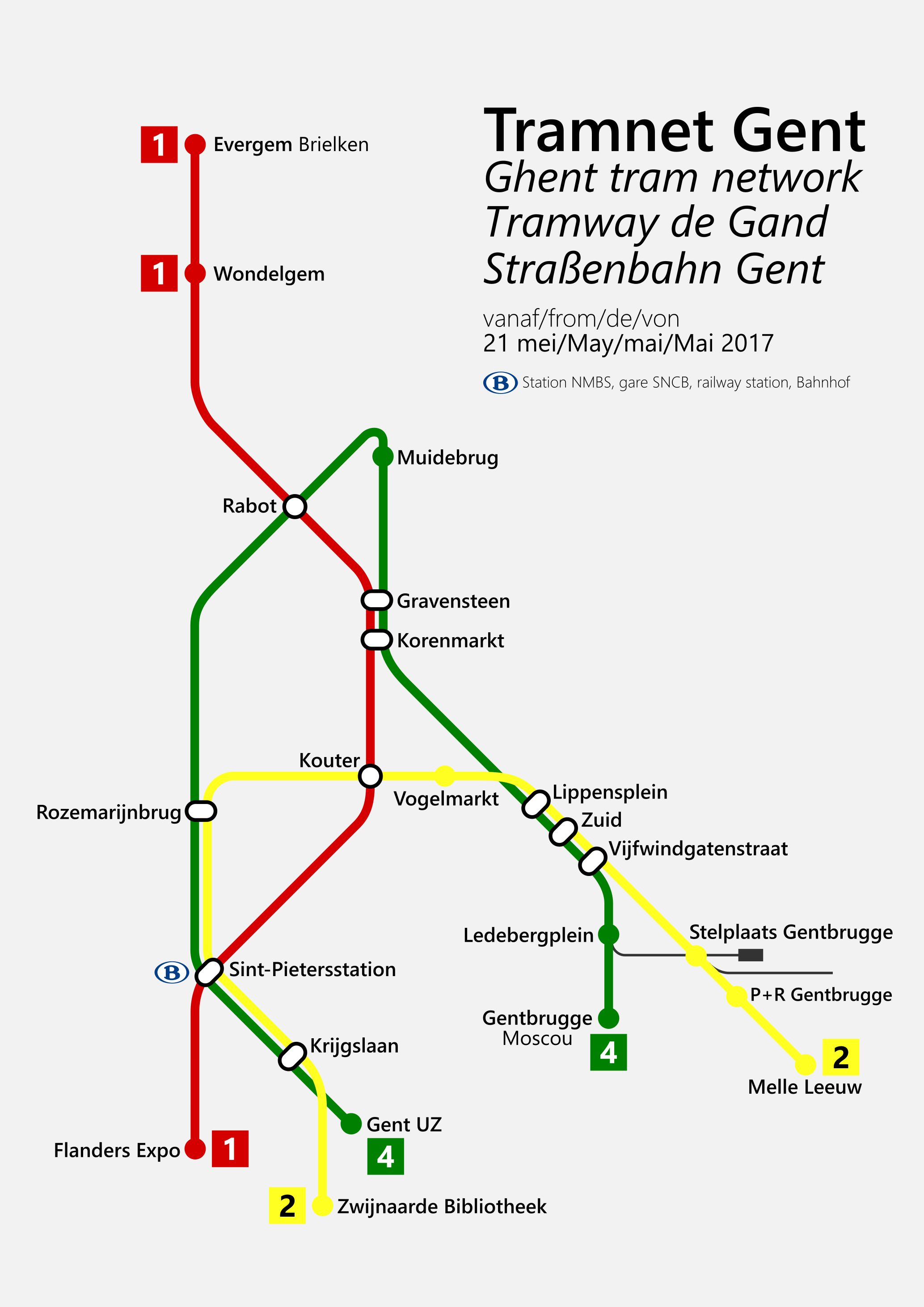
系統図（2017年時点）

ヘント市電では2000年代以降路線の延伸・整備に合わせて系統の再編が何度か行われており、2017年に21・22号線が2号線に統合されて以降は以下の3系統で運用されている。系統数は減少したがそれぞれヘント市内の要所を巡る経路を有しているため利用客数は多い。
運賃はドゥ・レインが運営する他の公共交通機関と共通で、券売機から乗車券を購入する場合運賃は2020年現在2.5ユーロである一方、同事業者が展開するスマートフォン向けのアプリケーションを用いた場合は1.8ユーロに割引される。また、複数回利用可能な乗車券（2回：5ユーロ、10回：16ユーロ）や複数日（1日：7.5ユーロ、3日：15ユーロ）利用可能な乗車券の発行も実施しており、一部はアプリケーションからも購入可能である。
| 系統番号 | 経路 | 備考 |
| -------- | --- | --- |
| 1        | Evergem Brielken - Rabot - Korenmarkt - Sint-Pietersstation - Gent Flanders Expo                                                     | Zonnestraat電停はGent Flanders Expo方面、Korte Meer電停はEvergem Brielken方面の列車のみ停車                 |
| 2        | Zwijnaarde - Krijgslaan - Sint-Pietersstation - Rozemarijnbrug - Zonnestraat - Zuid - Vijfwindgatenstraat - Melle Leeuw              | |
| 4        | Gent UZ - Krijgslaan - Sint-Pietersstation - Rozemarijnbrug - Rabot - Muidebrug - Korenmarkt - Zuid - Vijfwindgatenstraat - Ledeberg | Muideburg電停はLedeberg方面の列車のみ停車 Ledeberg - Moscou間は2017年11月以降線路・施設の老朽化のため休止中 |

## 車両
2020年現在、ヘント市電に在籍する路面電車車両は以下の通りである。ドゥ・レインが運営する3つの路面電車路線のうち、ヘント市電にのみ両運転台車両が導入されている。
下記の現有車両以外に、ドゥ・レインへの運営移管後の1994年には輸送力増強のためドイツのボーフム/ゲルゼンキルヒェン市電で使用されていた2車体連接車のデュワグカーが9両譲渡されたが、乗降扉や制動装置に関するトラブルが頻発し、これらが要因となった衝突事故も発生した結果1998年10月までに全車両が営業運転から撤退し廃車された。また、これに先立つ1993年にはフランスのサン＝テティエンヌ市電から2車体連接式のPCCカーが1両導入されたものの、こちらも短期間のみの運用で終わっている。
- PCCカー - アメリカ合衆国で開発された技術を用い、ベルギー国内で製造された高性能路面電車。ヘント市電の近代化を目的に1971年から1974年まで導入され、長期に渡り主力車両として使用された。1998年以降は22両（6202 - 6223）が更新工事を受けたが、超低床電車の導入により廃車が進行し、2020年時点で在籍するのは予備車の15両のみである[3][19][20][21]。
- ヘアメレイン - シーメンスやボンバルディアなどが参加したコンソーシアムによって開発された5車体連接式の部分超低床電車。2020年現在は41両（6301 - 6341）が在籍する[3][20]。
- アルバトロス - ボンバルディアが展開する超低床電車のフレキシティ2のうち、ドゥ・レインに導入された車両の愛称。利用客の増加を踏まえてヘント市電には7車体連接車が導入され、2020年時点の在籍車両は26両（6351 - 6376）である[3][20]。

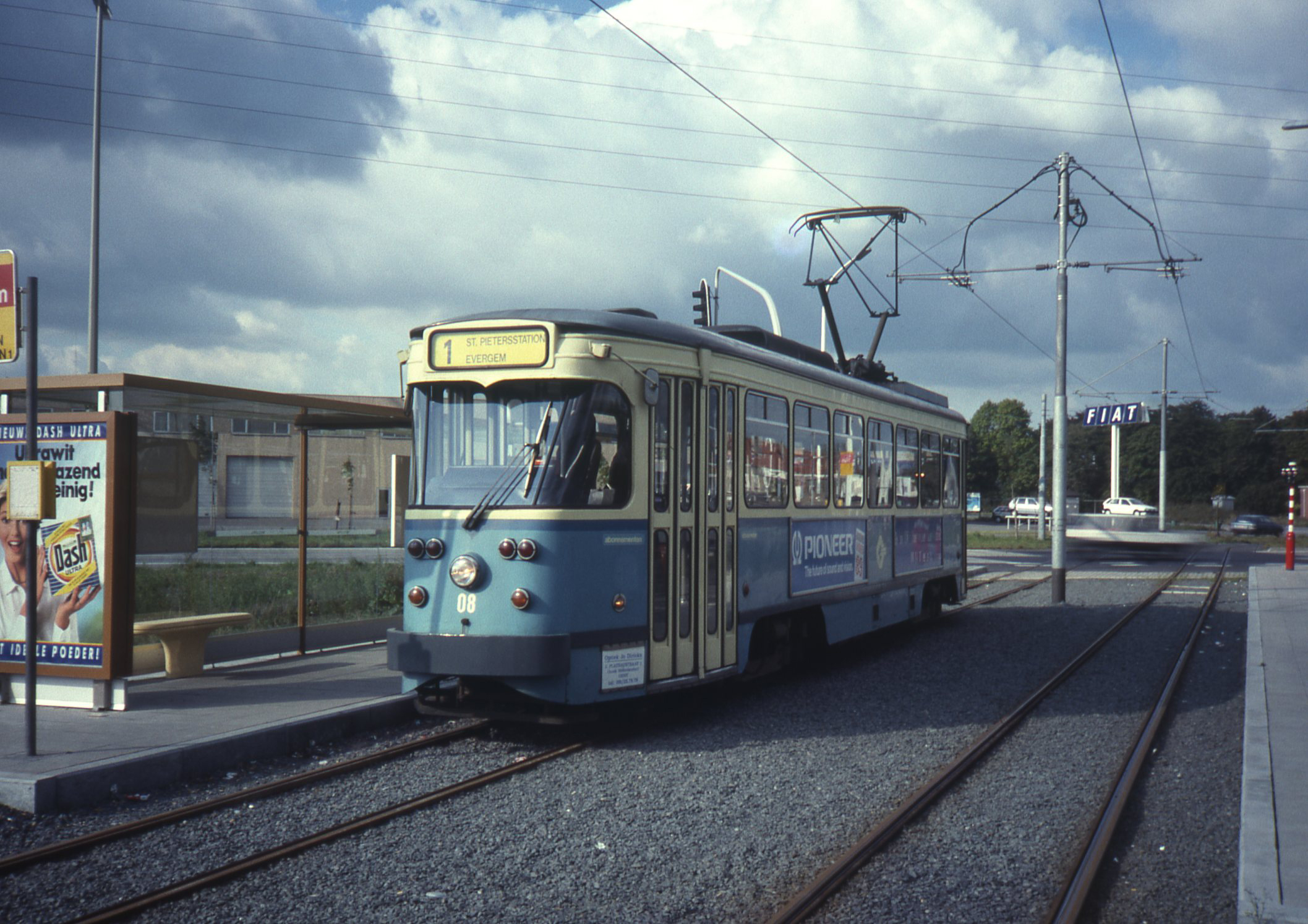
PCCカー（MIVG塗装） （1989年撮影）
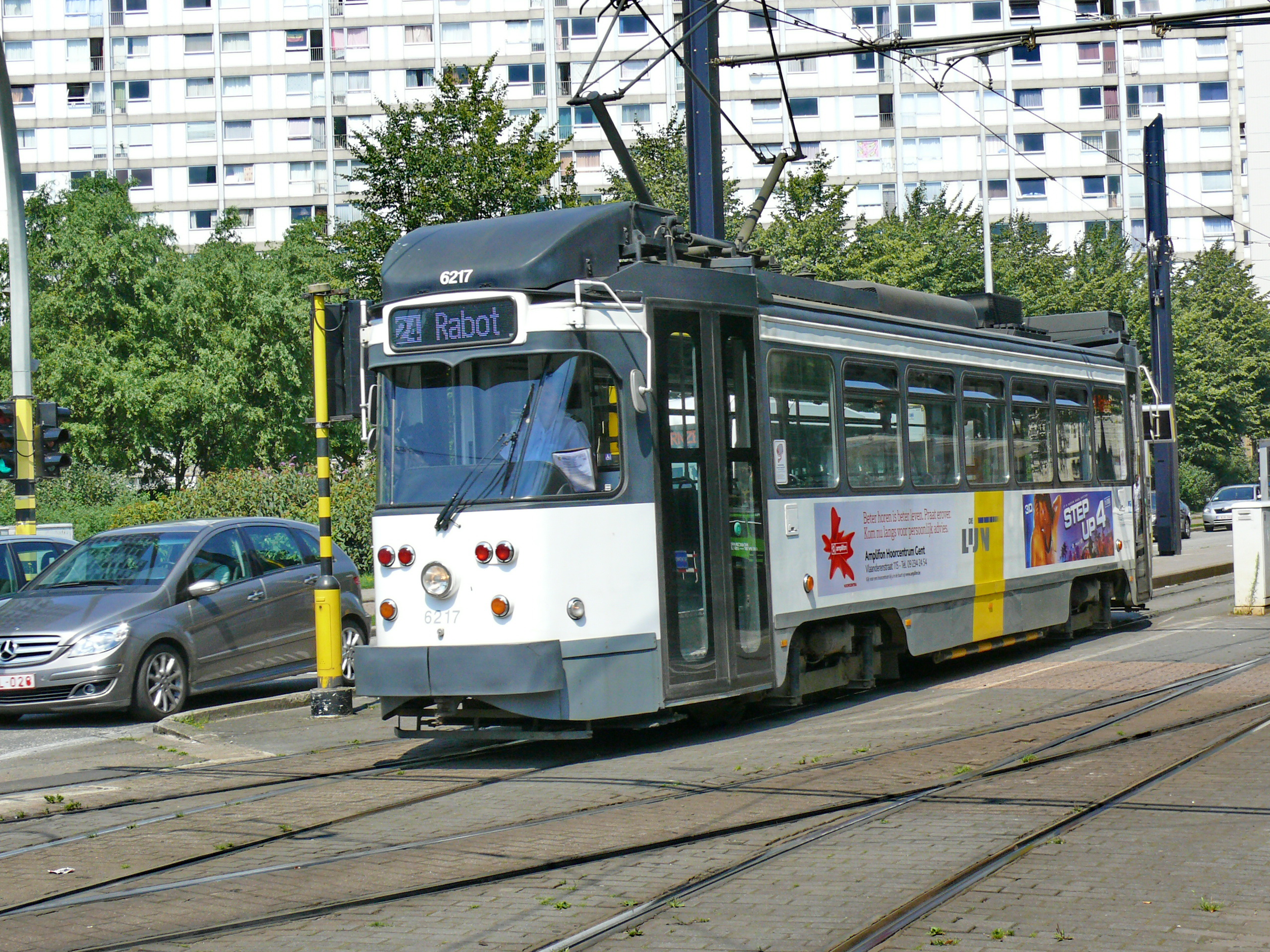
PCCカー（ドゥ・レイン塗装） （2012年撮影）
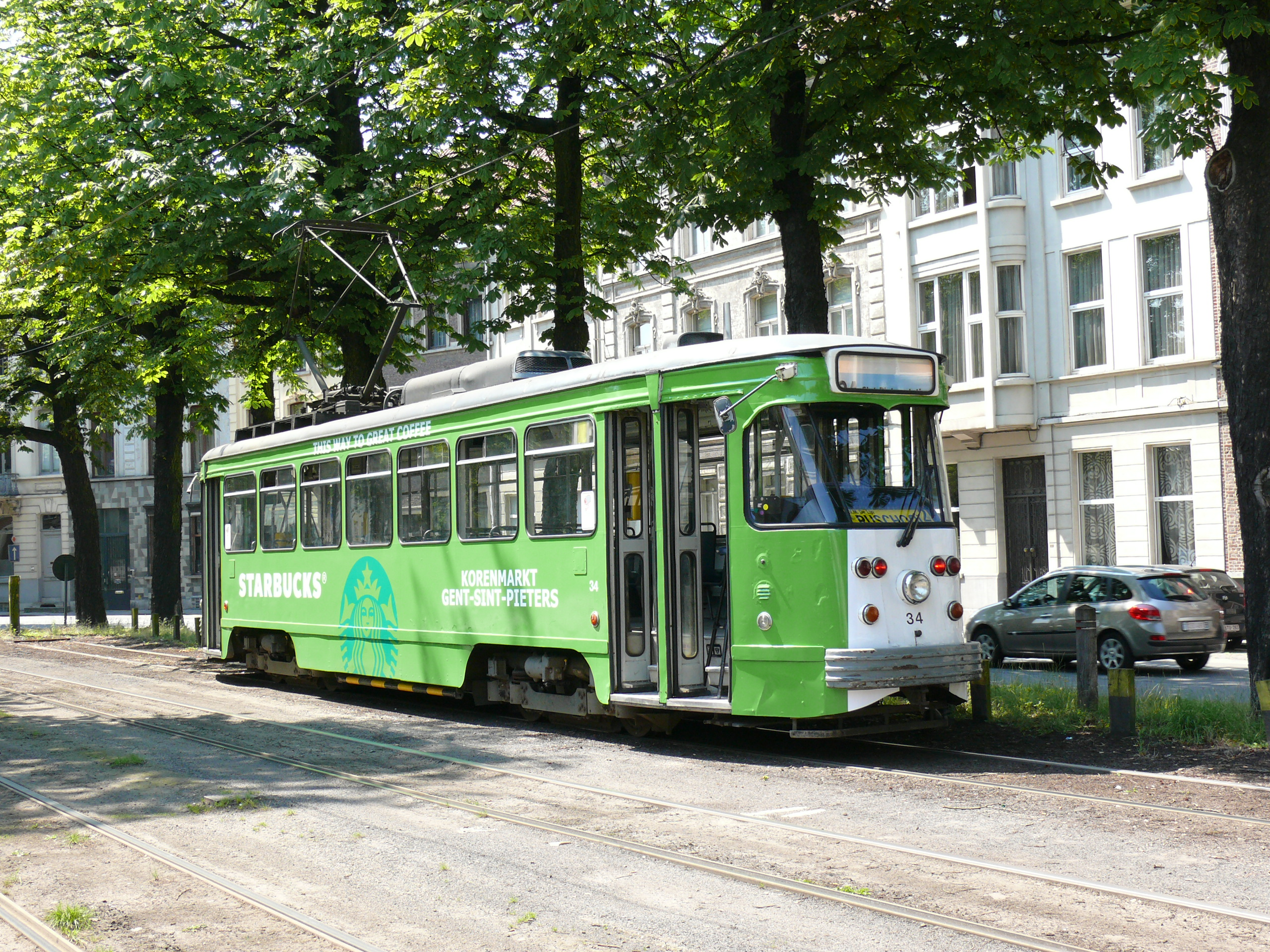
PCCカー（スターバックス広告塗装） （2012年撮影）
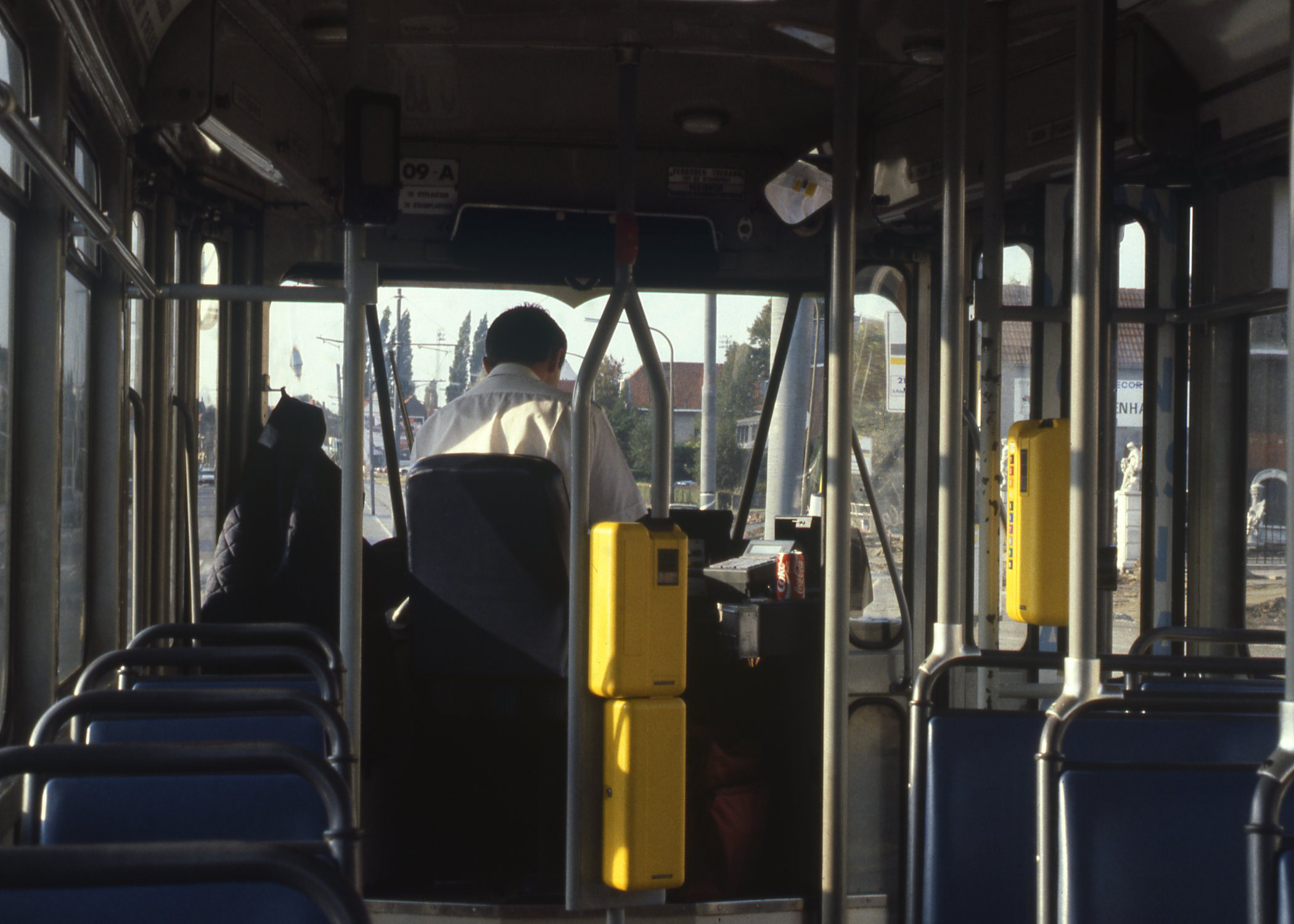
PCCカー（車内） （1994年撮影）
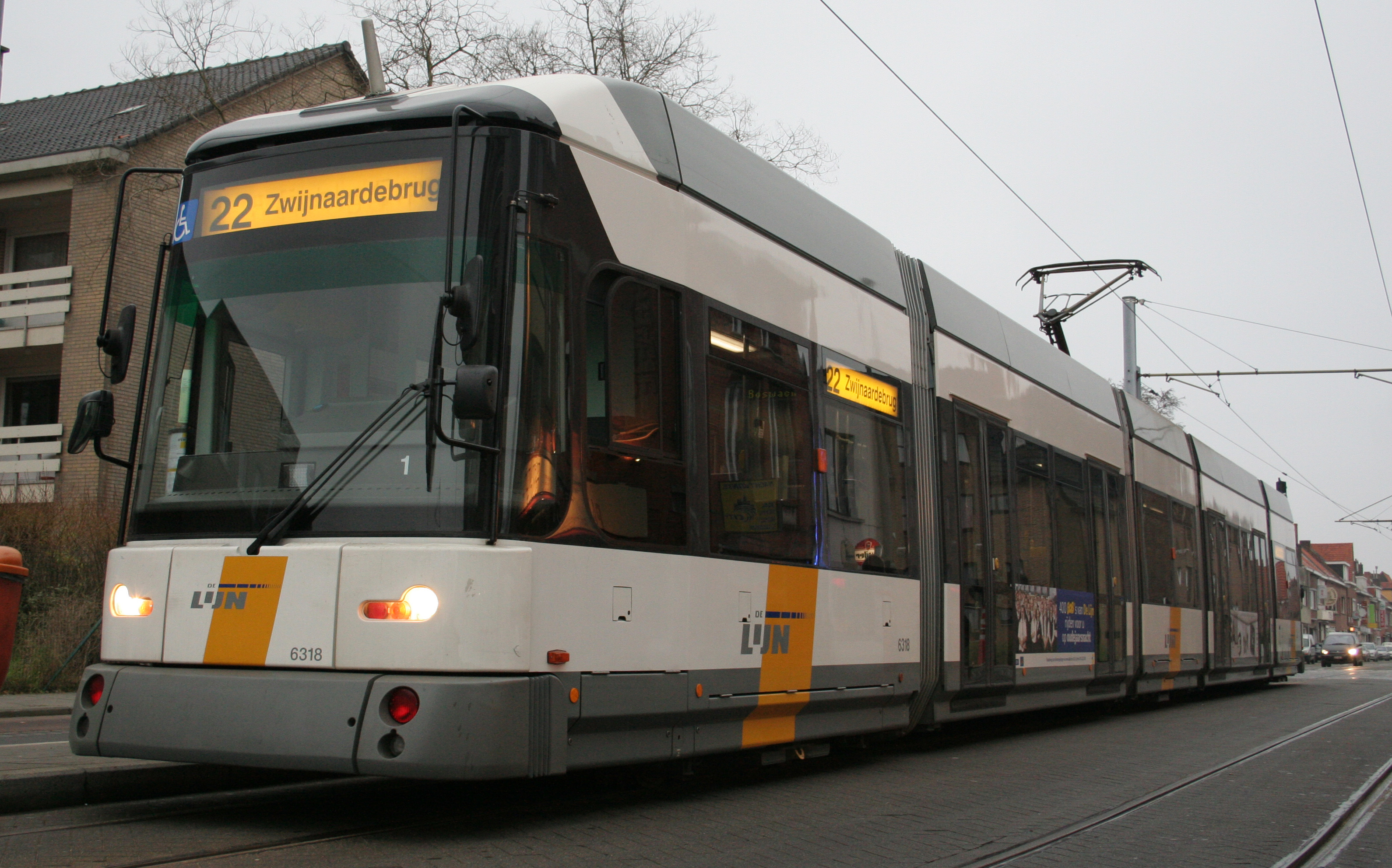
ヘアメレイン （2006年撮影）
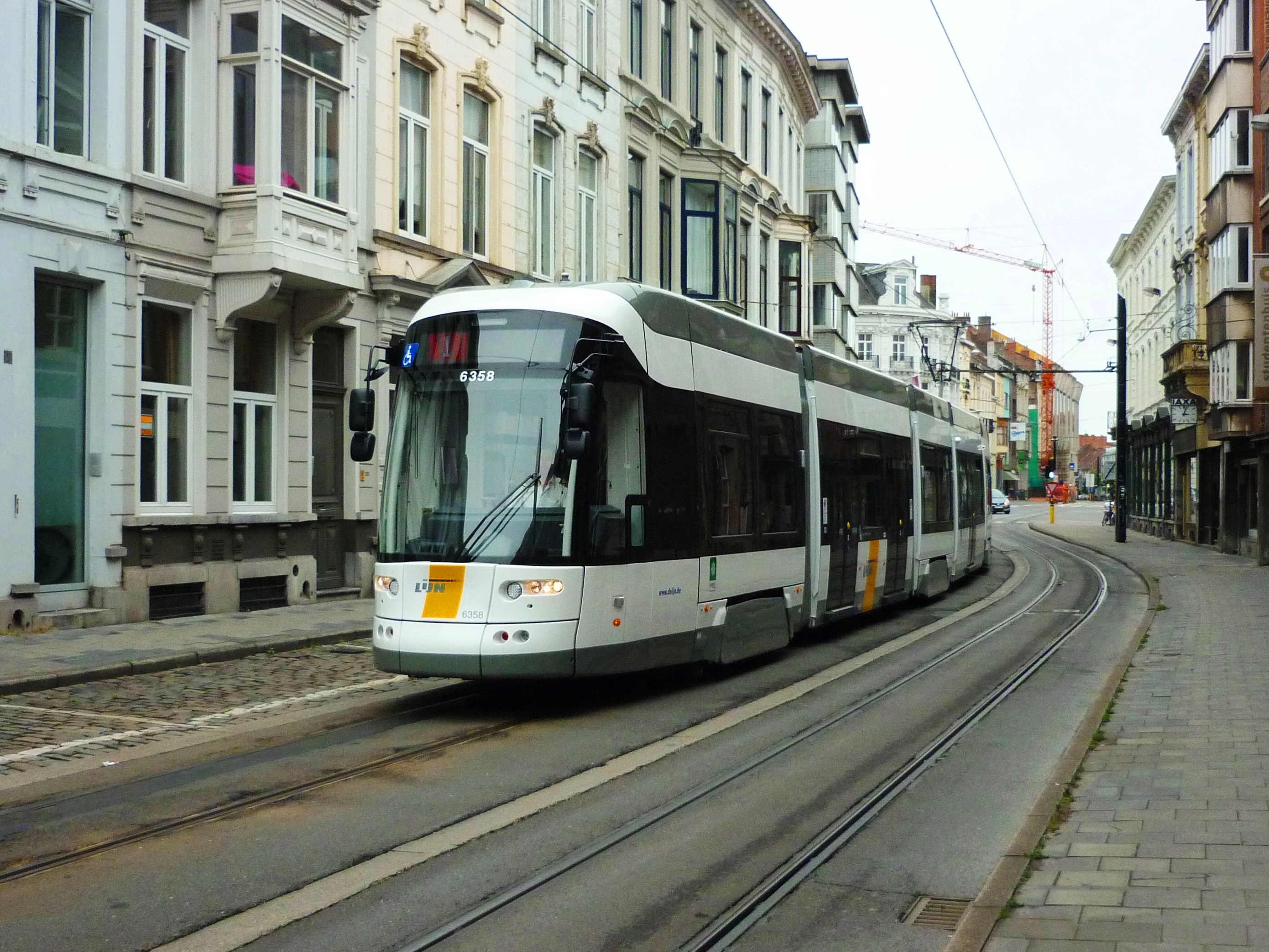
アルバトロス （2015年撮影）

## 今後の予定

### 路線
ドゥ・レインでは、1960年代までに廃止されたダンポーント（Dampoort）方面へ向かう7号線や、2009年までトロリーバス（ヘント・トロリーバス）の路線として運用されていた3号線を含めたヘント市電の大規模な延伸が計画されている。そのうち7号線のSint-Pietersstation - Dampoort間については、2013年の計画発表時点では早くても2020年までに開通する計画であったが、実際に許可が承認されたのは2019年となり、2024年以降の開通を目指している。
また、2012年に開通したガルデニエス自転車橋（Gaardeniersbrug）は中央に路面電車が通行可能な構造となっており、既存の路線と新たに作られる車両基地を結ぶ予定になっているが、建設予定地の土壌から有害物質が検出されるなどの事情から車両基地の開設は予定されていた2015年から遅れている。

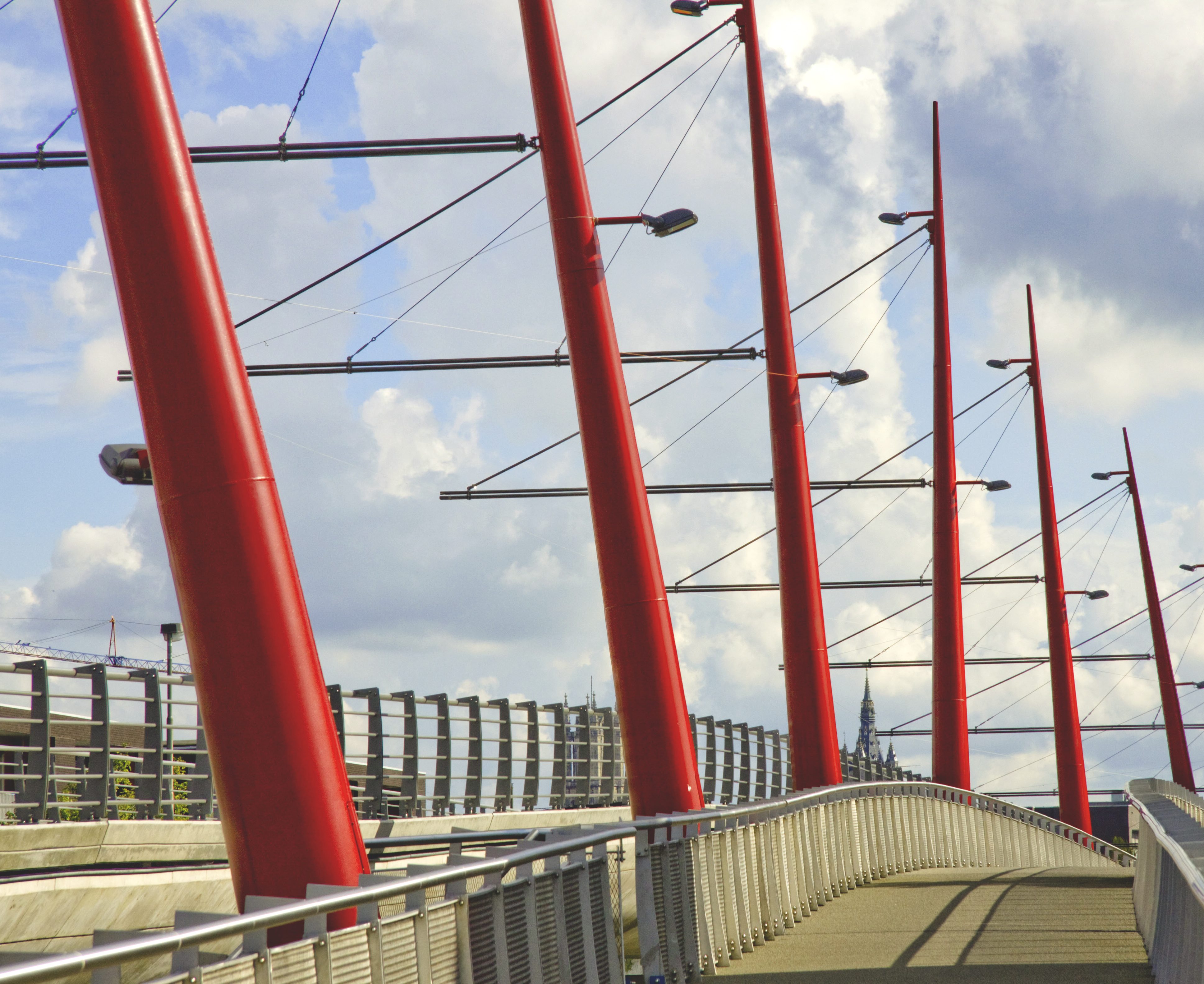
中央を路面電車が走行可能な構造となっているガルデニエス橋（2010年撮影）

### 車両
ヘント市電を運営するドゥ・レインは、同事業者が運営する路面電車路線に残存する旧型電車の置き換え用として、スペインのCAFが展開する超低床電車のウルボス100を各路線に導入する事になっている。そのうちヘント市電には5車体連接式・両運転台仕様車両が18両登場する予定である。

## 参考資料
- Neil Pulling (2017年8月). "SYSTEMS FACTFILE No.118 Gent, Belgium" (PDF). Tramways & Urban Transit. LRTA. 956: 304–308. 2020年11月30日閲覧。
- Eric Keutgens; Pierrede Meyer; Stefan Justens; Wim Stuyvers (2010年6月). Tram en bus in Vlaanderen 140jaar stads- en streekvervoer (PDF) (Report). Openbeer Kunstbezit vlaanderen. 2020年11月30日閲覧。